# Day of the Fight (film 1951)
Day of the Fight (traduzione: "il giorno del combattimento") è un film del 1951 prodotto e diretto da Stanley Kubrick. È un cortometraggio documentario basato su un servizio fotografico da lui realizzato per la rivista Look nel 1949. Fu il primo film diretto da Kubrick, ma venne distribuito solo dopo il successivo Flying Padre.

## Trama

Un fotogramma del film.

Il film segue il peso medio Walter Cartier nel pieno della sua carriera, il 17 aprile 1950, mentre si prepara per l'incontro con il peso medio Bobby James alle 22. Cartier va alla prima messa, fa colazione nel suo appartamento sulla West 12th Street di Greenwich Village e pranza nel suo ristorante preferito. Alle 16 inizia i preparativi per il combattimento. Alle 20 sta aspettando che inizi il match nel suo camerino al Laurel Garden di Newark. Viene quindi mostrato l'incontro, che Cartier vince in breve tempo.

## Produzione
Per riprendere l'incontro, Kubrick e Alexander Singer utilizzarono cineprese Eyemo caricabili alla luce diurna e bobine da 100 piedi di pellicola in bianco e nero da 35 mm, con Kubrick che girò a mano (spesso dal basso) e Singer da un treppiede. I rulli da 100 piedi richiedevano un costante ricaricamento, che impedì a Kubrick di riprendere il pugno che terminò l'incontro. Esso fu comunque ripreso da Singer.
Il film vide l'esordio del compositore Gerald Fried, che non fu pagato dal suo amico d'infanzia Kubrick. "Pensava che il fatto stesso che comporre musica nei suoi primi film mi portasse alla professione fosse un pagamento sufficiente", ha affermato Fried in un'intervista a The Guardian nel 2018, ammettendo che ciò era vero.
Sebbene l'acquirente originario del film fosse fallito, Kubrick fu in grado di vendere Day of the Fight alla RKO Radio Pictures per 4.000 dollari, ottenendo un piccolo guadagno di 100 dollari (il film ne era infatti costati 3.900). La RKO modificò i titoli di testa e di coda e aggiunse circa quattro minuti di nuovo materiale all'inizio del film, in cui viene descritto il pugilato e mostrati filmati di diversi incontri e dello storico Nat Fleischer, che nel finale sostituisce il narratore Douglas Edwards: quest'ultimo parlava infatti del sacrificio personale e del successo, mentre Fleischer (per adattarsi meglio al segmento iniziale) parla di come l'incontro finirà nei registri.

## Distribuzione
Day of the Fight fu distribuito come parte della serie This Is America della RKO-Pathé e fu presentato il 26 aprile 1951 al Paramount Theatre di New York, nello stesso programma del film Voglio essere tua. La versione originale di Kubrick fu trasmessa negli anni novanta su Rai 3 nel programma Fuori orario. Cose (mai) viste, sottotitolata.

### Edizioni home video
Il corto nella sua versione da 16 minuti è incluso nelle edizioni Blu-ray Disc e DVD-Video di Paura e desiderio edite da Rarovideo il 12 settembre 2013.